# بلومورسک
شهر بلومورسک (به روسی: Беломорск) در کشور روسیه و در جمهوری کارلیا واقع شده‌است.